# Изяслав (эсминец)
«Изяслав», с 31 декабря 1922 года «Карл Маркс» — эскадренный миноносец одноимённого типа, построенный по программе «усиленного» судостроения на 1913—1917 годы и принадлежавший к числу эскадренных миноносцев типа «Новик».

## История службы

### Служба в 1917—1933 годах
Сборка эсминца на стапеле была начата 6 сентября 1913 года (официальная церемония закладки произведена 27 октября 1913 года). Спущен на воду 9 октября 1914 года, 17 августа 1916 года эсминец был предъявлен к испытаниям, в декабре того же года вошёл в состав 13-го (бывшего 3-го) дивизиона минной дивизии Балтийского флота, 16  июня 1917 года «Изяслав» вошёл в состав Балтийского флота, став флагманом 13-го дивизиона эсминцев. В апреле 1917 года на эсминец было установлено 5-е 102-мм орудие, а в августе того же года — 76-мм зенитная пушка Лендера (вместо 63-мм орудия).
«Изяслав» участвовал в Моонзундской операции в сентябре — октябре 1917 года; в период проведения операции коснулся грунта и погнул правый гребной вал (вследствие чего правая турбина была разобрана). 25 октября 1917 года перешёл на сторону советской власти, зимой 1917—1918 годов базировался на Гельсингфорс. С 10 по 18 апреля 1918 года корабль принимал участие в «Ледовом походе» Балтийского флота из Гельсингфорса в Кронштадт (часть перехода эсминец проделал на буксире транспорта «Люси»). Вскоре после завершения похода перешёл на базирование в Петроград, встал к стенке Обуховского завода. С октября 1918 года по декабрь 1919 года корабль находился в резерве. 21 апреля 1921 года «Изяслав» был введён в состав Морских сил Балтийского моря (с 11 января 1935 года — Краснознамённого Балтийского флота), состоя во 2-м дивизионе эсминцев. Весной — летом 1921 года эсминец прошёл восстановительный ремонт. 31 декабря 1922 года «Изяслав» получил новое название — «Карл Маркс».
С 1 ноября 1925 по 17 декабря 1927 года корабль проходил капитальный ремонт, в ходе которого на корабле были установлены треногие мачты и 37-мм автомат Максима. С 4 по 15 августа 1930 года «Карл Маркс» участвовал в заграничном походе в Норвегию, 8-11 августа находился с визитом в Осло.

### Модернизация
В 1934—1937 годах «Карл Маркс» прошёл капитальный ремонт и модернизацию. На корабле был устроен закрытый мостик, установлена новая радиоаппаратура, снято 1 102-мм орудие и 1 торпедный аппарат, треногие мачты заменили на обычные. Вместо снятой зенитной артиллерии на «Карл Маркс» были установлены 4 45-мм автомата 21-К и 2 12,7-мм пулемёта ДШК. Во время модернизации в 1935—1936 годах на эсминце проходили испытания 50-мм динамореактивной пушки системы Курчевского. После модернизации полное водоизмещение корабля возросло до 1800 тонн. Экипаж модернизированного корабля составил 168 человек.
На маневрах в Копорской губе 25 октября 1937 года при благоприятных погодных условиях из-за действий неопытного командира сел на мель, повредив винты и днище. В условиях массовых репрессий в РККА командир В. Ф. Оксман был немедленно снят с должности, арестован по обвинению во вредительстве и 10 февраля 1938 года приговорён к высшей мене наказания.
Корабль вскоре был снят с мели с участием спасательного судна «Коммуна».

### Служба в 1939—1941 годах
Эсминец принимал участие в Советско-финской войне в декабре 1939 года, выполнив два боевых похода для обстрелов финских береговых укреплений и попутного выполнения контрольного траления. В первом походе 6—7 декабря 1939 года в составе отряда кораблей лёгких сил флота (лидер «Минск», эсминец «Володарский») обстреливал предполагаемый район расположения финской береговой батареи на острове Кильписари с целью выявления её расположения и уничтожения (эсминец выпустил 3 снаряда), но операция окончилась неудачей — финны ответного огня не открывали.
Во втором походе 15 декабря 1939 года в составе демонстративного отряда (эсминцы «Гневный», «Энгельс», 2 базовых тральщика) обстреливал финскую береговую батарею на острове Хаапсаари (командир эсминца доложил о разрушении радиостанции на острове), а на обратном пути попал под обстрел батареи с острова Кирккомансаари. Финны произвели 4 залпа, несколько снарядов разорвались у борта эсминца, осыпав его осколками, вынудив корабль под прикрытием дымовой завесы выйти из боя. При возвращении параванами эсминца подсечено две мины. В этом походе эсминец выпустил 58 снарядов
Летом 1940 года на корабле проходили испытания 305-мм безоткатного орудия.
К началу Великой Отечественной войны эсминец входил в состав 3-го дивизиона эсминцев в Таллине. В июне — августе «Карл Маркс» активно участвовал в боевой службе, выполняя минные постановки, конвоировал суда. Корабль участвовал в обороне Таллина.
1 июля 1941 года, во время эскортирования конвоя из Таллина в Кронштадт, «Карл Маркс» подорвался в районе острова Гогланд на морской мине. Подрыв мины разрушил кормовую часть эсминца. «Карл Маркс» был отбуксирован в Кронштадт и в течение июля был полностью восстановлен Морским заводом, после чего в начале августа вернулся в Таллин. 8 августа 1941 года в бухте Харалахт (Папонвик) на корабль был совершён налёт немецкой авиации, в результате которого корабль затонул на отмели у посёлка Локса. При налёте погибло 38 человек, ещё 47 человек было ранено. 9 августа, перед уходом в Таллин, «Карл Маркс» был взорван экипажем (по другой версии — уничтожен советскими торпедными катерами) и 12 августа окончательно разрушен диверсионной группой. Исключён из состава ВМФ СССР 31 августа того же года. В 1962—1963 годах аварийно-спасательной службой КБФ с помощью взрывов и автогена «Карл Маркс» был разделан на части и утилизирован.

## Командиры
- капитан 2-го ранга Шевелёв К. В. (1916 год)
- капитан 2-го ранга Леонтьев В. К. (22 ноября 1916 года — ноябрь 1917 года)
- Эмме В. Е. (апрель 1918 года)
- Исаков И. С. (1921—1922 годы)
- Шельтинга Ю. В. (1924 год)
- Евдокимов П. А. (январь 1933 — февраль 1934)
- капитан 3-го ранга Оксман В. Ф. (август 1936 — ноябрь 1937)
- Маслов В. И. (март 1938 — январь 1939)
- капитан-лейтенант Ефет Е. Б. (1939 год)
- капитан 2-го ранга Дубровицкий Л. В. (июнь 1940 года — 25 августа 1941 года)[2]